# Epidendrum pentadactylum
Epidendrum pentadactylum är en orkidéart som beskrevs av Heinrich Gustav Reichenbach. Epidendrum pentadactylum ingår i släktet Epidendrum och familjen orkidéer.
Artens utbredningsområde är Costa Rica. Inga underarter finns listade i Catalogue of Life.